# استعارة

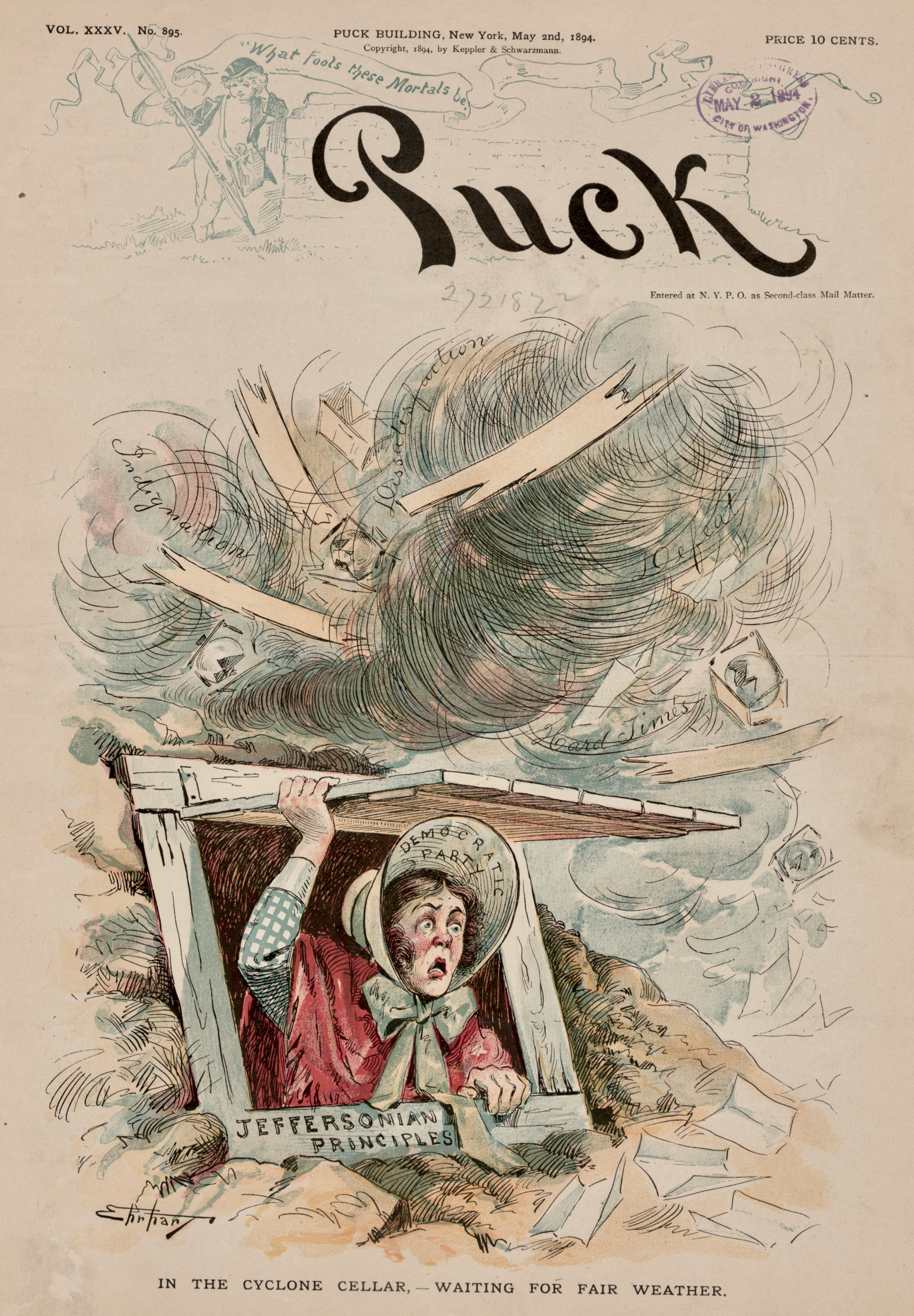

الاستعارة هي تشبيه بليغ حذف أحد طرفيه. نفهم من الكلام السابق أن التشبيه لابد فيه من ذكر الطرفين الأساسين وهما المشبه والمشبه به فإذا حذف أحد الركنين لا يعد تشبيهاً بل يصبح استعارة.

## أنواع الاستعارة

### استعارة تصريحية
وهي التي حُذِفَ فيها المشبه (الركن الأول) وصرح بالمشبه به.
مثال: رأيت أسداً يحارب في المعركة. وأصل الجملة هو: الجندي كالأسد. ولكننا حذفنا المشبه وصرحنا بالمشبه به فسميت استعارة تصريحية.

### استعارة مَكْنِيَّة
وهي التي حُذِفَ فيها المشبه به (الركن الثاني) وبقيت صفة من صفاته ترمز إليه.
مثل: حدثني التاريخ عن أمجاد أمتي فشعرت بالفخر والاعتزاز. المحذوف المشبه به، فالأصل: التاريخ يتحدث كالإنسان، ولكن الإنسان لم يذكر وإنما ذكر في الكلام ما يدل عليه وهو قوله: حدثني (فالدليل على أنها استعارة مكنية: أن التاريخ لا يتكلم).
ومثل ما سبق: طار الخبر في المدينة.. استعارة مكنية فلقد صورنا الخبر بطائر يطير، وحذفنا الطائر وأتينا بصفة من صفاته (طار)، (فالدليل على أنها استعارة مكنية: أن الخبر لا يطير).
يهجم علينا الدهر بجيش من أيامه ولياليه - وتبنى المجد يا عمر بن ليلى - صحب الناس قبلنا ذا الزمانا- شاكٍ إلى البحر.

## استعارة تمثيلية
أصلها تشبيه تمثيلي حُذِفَ منه المشبه وهو (الحالة والهيئة الحاضرة) وصرح بالمشبه به وهو (الحالة والهيئة السابقة) مع المحافظة على كلماتها وشكلها وتكثر غالباً في الأمثال عندما تشبه الموقف الجديد بالموقف الذي قيلت فيه.

### مثل
- لكل جواد كبوة
- رجع بخفي حنين
- سبق السيف العذل
- فمن يزرعِ الشوك يجنِ الجراح، سر جمال الاستعارة: (التوضيح أو التشخيص أو التجسيم).

## الروابط الخارجية
- في القياس الخلفي والعكسي كتاب عربي يرجع لسنة 1805م مؤلفه سيف الدين العميدي يتناول الاستعارة.
- رسالة في الاستعارة صنفها علي القوشجي في عهد محمد الفاتح.